# Polybranchia prasinus
Polybranchia prasinus is een slakkensoort uit de familie van de Hermaeidae. De wetenschappelijke naam van de soort is voor het eerst geldig gepubliceerd in 1871 door Bergh.